# Юные мстители
Юные мстители — подпольная комсомольская организация, действовавшая в 1942—1943 гг. в посёлке Оболь в Беларуси (Витебский район) и возглавлявшаяся 20-летней Ефросиньей Зеньковой (впоследствии Героем Советского Союза). Впоследствии организация получила особую известность в связи с тем, что в ней состояла Зина Портнова — Герой Советского Союза, пионер-герой.

## Образование организации
Организация возникла зимой 1942 года и включала 38 юношей и девушек из деревень Ушалы, Зуи, Мостище, Ферма и станции Оболь — учеников 7—10-х классов местной школы; поддерживала связь с Сиротинскими подпольными райкомами ВКП(б) и комсомола и партизанским отрядом имени Ворошилова, которому направляли оружие, медикаменты и разведывательную информацию, взамен получая сводки Совинформбюро и взрывчатку. Члены организации были зачислены в партизанский отряд, в котором они приняли присягу на верность Родине. По заданиям партизан, подпольщики устраивались в немецкие учреждения: Нина Азолина поступила в комендатуру, Зина Портнова и Нина Давыдова — в офицерскую столовую, юноши — на торфяной, кирпичный и льняной заводы.

## Состав организации
Штаб организации:
1. Зенькова, Ефросинья Савельевна (Фруза Зенькова)
2. Дементьева, Мария
3. Езавитов, Владимир
4. Езавитов, Илья
5. Езавитов, Евгений
6. Лузгина, Мария
7. Портнова, Зинаида Мартыновна (Зина Портнова)
8. Азолина, Нина Адольфовна
9. Шашкова, Валентина

Всего 38 человек. Среди них:
1. Алексеев, Николай
2. Барбашев, Аркадий
3. Давыдова, Нина
4. Слышанков, Федор
5. Лузгина, Антонина
6. Хребтенко, Мария
7. Хребтенко, Дмитрий
8. Антоник, Нина
9. Дементьева, Надежда

и другие.

## Диверсии
Организация начала свою деятельность с расклейки листовок, затем перешла к более активным действиям — подпольщики совершили 21 диверсию. Летом 1942 года комсомольцы сожгли несколько мостов на дороге Оболь — Убойно. Тогда же в организацию вступил Николай Алексеев, стрелочник со станции Оболь, который снабжал партизан информацией о немецких перевозках; благодаря ему, в частности, вызванная партизанами авиация уничтожила состав с танками. После этого Алексеев начал подкладывать магнитные мины и, в частности, взорвал три состава с боеприпасами.
Летом 1943 г. подпольщики взорвали станционную водокачку с помощью мины, замаскированной под кусок угля и пронесённой Ниной Азолиной; поскольку это была единственная уцелевшая водокачка в округе, её уничтожение создало серьёзные помехи для железнодорожного движения. Была взорвана также электростанция, кирпичный завод, железнодорожный склад и мотовоз на торфяном заводе, сожжён льнозавод с 2 тысячами тонн льна, приготовленными к отправке в Германию. Был убит (взорвался на мине, заложенной Володей Езавитовым) немецкий офицер-каратель Карл Борман. Зина Портнова отравила посетителей офицерской столовой (погибло более ста офицеров). Во время разбирательств, желая доказать немцам свою непричастность, попробовала отравленный суп. Чудом осталась жива. Портновой удалось уйти в партизанский отряд, Давыдова была расстреляна.

## Провал организации
26 августа 1943 г. немцы по доносу предателя арестовали всех членов организации, кроме Ефросиньи Зеньковой и Аркадия Барбашова. Арестованные были подвергнуты пыткам и в начале октября расстреляны в Полоцке. В декабре, также в результате предательства, была арестована возвращавшаяся из разведки Зина Портнова (казнена 10 января 1944 г.).

## Музей
Недалеко от здания школы, где учились юные герои, размещается Музей Обольского комсомольского подполья — филиал Шумилинского историко-краеведческого музея. Музей был открыт 29 октября 1965 года как Республиканский музей комсомольской славы. С 1985 года он переименован в музей Обольского комсомольского подполья. В нём собрано более 1100 экспонатов основного фонда и 700 — научно-вспомогательного. Среди экспонатов — документы, фотоснимки, личные вещи героев-комсомольцев, произведения изобразительного искусства. До апреля 2013 года в музее работала родная сестра подпольщицы Нины Азолиной Нелли Адольфовна Азолина.